# Philip Murray
Philip Murray (1886-1952) était un syndicaliste américain. Il fut le président du Steel Workers Organizing Committee puis de l'United Steelworkers de 1936 à 1952, et le président du CIO de 1940 à 1952.